# Sänk Bismarck!
Sänk Bismarck! (engelska: Sink the Bismarck!) är en brittisk krigsfilm från 1960 i regi av Lewis Gilbert.
Filmen bygger på C.S. Foresters roman Jakten på Bismarck.

## Handling
Sänk Bismarck! är en dramatisering av Royal Navys jakt på Nazitysklands främsta slagskepp Bismarck i Nordatlanten i maj 1941, vilket slutade med att skeppet sänktes i slaget om Danmarksundet.

## Rollista i urval
- Kenneth More - kapten Shepard
- Dana Wynter - WRNS sekond Anne Davis
- Carl Möhner - kapten Ernst Lindemann
- Laurence Naismith - Förste sjölord amiral Dudley Pound
- Geoffrey Keen - biträdande stabschef för Royal Navy
- Karel Štěpánek - amiral Günther Lütjens
- Michael Hordern - amiral John Tovey
- Maurice Denham - kommendör Richards
- Michael Goodliffe - kapten Bannister
- Peter Burton - amiral Philip Vian
- Jack Watling - RNVR officer
- Esmond Knight - kommendör John Leach
- Walter Hudd - amiral Holland
- Walter Gotell - signalofficer Müller (ej krediterad)